# مطار ديهونغ مانغشي
مطار ديهونغ مانغشي (بالإنجليزية: Dehong Mangshi Airport) (إياتا: LUM، إيكاو: ZPLX) يقع في مدينة مدينة مانغي في جمهورية الصين الشعبية. صنف مطار ديهونغ مانغشي في المرتبة الثانية والسبعون في الصين من حيث عدد الركاب عام 2011 وفقًا لإدارة الطيران المدني في الصين، حيث تعامل مع 506,452 راكب، وبلغ إجمالي حركة الطائرات (القادمة والمغادرة) 4,927 طائرة وقد بلغت كمية البضائع المنقولة عبر المطار 3,930 طن.

## التاريخ
افتتح مطار مانغشي لأول مرة في عام 1940 خلال الحرب الصينية اليابانية الثانية بمدرج بطول 1900 متر. أصبح المطار مهجورًا بعد عام 1945. اقترحت حكومة محافظة دهونغ إعادة بناء المطار في عام 1985. وافقت الحكومة المركزية الصينية على الطلب في عام 1987. بدأ مشروع إعادة الإعمار في عام 1988. أخيرًا افتتح المطار في عام 1990 بمدرج بطول 2200 متر.
سمي المطار في عام 2003 إلى الاسم الحالي. بدأ بناء المحطة الأولى في عام 2006 وانتهى في عام 2009. رقي مطار مانغشي إلى مطار دولي في عام 2016، وبدأت أعمال بناء المحطة الثانية من الإنفاق. تم الانتهاء من تشييد المدرج وتوسيع المدرج إلى 2600 متر في 2018. افتتحت شركة رويلي إيرلاينز أول رحلة دولية إلى ماندالاي، ميانمار في 31 يناير 2019.

## شركات الطيران والوجهات
| شركـات طيـران            | الوجهات |
| ------------------------ | --- |
| طيران الصين              | مطار تشنغدو تيانفو الدولي |
| Air Travel               | مطار تشانغشا هوانغوا الدولي، مطار كونمينغ جانغشوي الدولي |
| خطوط العاصمة بكين الجوية | مطار نانجينغ الدولي |
| خطوط شرق الصين الجوية    | مطار بكين داشينغ الدولي، مطار تشنغدو تيانفو الدولي، مطار قوانغتشو باييون الدولي، مطار كونمينغ جانغشوي الدولي |
| خطوط جنوب الصين الجوية   | مطار قوانغتشو باييون الدولي |
| Kunming Airlines         | مطار تشانغشا هوانغوا الدولي، مطار تشونغتشينغ جيانغبى الدولي، مطار هانغتشو شياوشان الدولي، مطار كونمينغ جانغشوي الدولي، مطار نانينغ وشو الدولي، مطار جينجيانغ تشيوانتشو، مطار شينزين باوان الدولي، مطار تينغشونغ توفينغ، مطار شيامن قاوتشي الدولي |
| خطوط لاكي الجوية         | مطار كونمينغ جانغشوي الدولي |
| Ruili Airlines           | مطار تشانغشا هوانغوا الدولي، مطار كونمينغ جانغشوي الدولي، مطار ماندالاي الدولي، مطار نانينغ وشو الدولي، مطار بوير سيماو، مطار سنن شوفانغ الدولي، مطار شيشوانغباننا غاسا                                                                          |
| خطوط سيتشوان الجوية      | مطار تشنغدو تيانفو الدولي، مطار كونمينغ جانغشوي الدولي |
| طيران التبت              | مطار تشنغدو شوانغليو الدولي، مطار تشونغتشينغ جيانغبى الدولي، مطار جييانغ شاوشان، مطار كونمينغ جانغشوي الدولي |